# Greatest Hits Live 1997
Greatest Hits Live 1997 es un álbum en vivo de la banda de rock canadiense April Wine el cual es conocido también como King Biscuit Flower Hour.

## Lista de canciones
Todas las canciones fueron escritas por Myles Goodwyn, excepto donde se indique lo contrario.

1. “Anything You Want, You Got It” - 6:57
2. “Future Tense” - 4:19
3. “Crash and Burn” - 3:51
4. “Before the Dawn” (Brian Greenway) - 4:40
5. “Waiting on a Miracle” - 5:03
6. “Enough Is Enough” - 4:23
7. “If You See Kay” - 4:33
8. “Just Between You and Me” - 3:53
9. “Sign of the Gypsy Queen” - (Lorence Hud) - 6:44
10. “21st Century Schizoid Man” - (Robert Fripp, Michael Giles, Greg Lake, Ian McDonald, y Peter Sinfield) - 5:12
11. “I Like to Rock” - 3:15
12. “Roller” - 4:40
13. “Oowatanite” - (Jim Clench) - 4:27
14. “All Over Town” - 3:22
15. “You Could Have Been a Lady” - (Erroll Brown y Anthony Wilson) - 3:35

## Formación
- Myles Goodwyn - voz, guitarra y coros
- Brian Greenway - guitarra y coros
- Gary Moffet - guitarra y coros
- Steve Lang - bajo y coros
- Jerry Mercer - batería y coros